# Repubblica di Cracovia
La Città Libera, Indipendente e Neutrale di Cracovia con il proprio Territorio (in polacco: Wolne, Niepodległe i Ściśle Neutralne Miasto Kraków z Okręgiem), più comunemente detta Città Libera di Cracovia (Wolne Miasto Kraków) o Repubblica di Cracovia (Rzeczpospolita Krakowska), fu una città-stato creata dal Congresso di Vienna nel 1815 e controllata dai tre Stati vicini: Russia, Prussia ed Austria fino al 1846 quando fu annessa all'Impero austriaco. Rappresentò quel che rimase del territorio del Ducato di Varsavia dopo la spartizione della Polonia.

## Storia
La Città Libera fu formalmente stabilita il 3 maggio 1815. Comprendeva la città di Cracovia ed il territorio circondante (circa 1.164 km²), ed aveva una popolazione prevalentemente polacca di circa 88.000 persone.
Lo stato ricevette una costituzione nel 1815, che era stata largamente pianificata dal principe Adam Jerzy Czartoryski. La costituzione fu rivista ed espansa nel 1818, incrementando l'autonomia della città. Il potere legislativo era gestito nell'Izba Reprezentantów ("Assemblea dei Rappresentanti"), mentre il potere esecutivo fu assegnato ad un senato governante. La legge era basata sul Codice napoleonico e sulla legge francese. La lingua ufficiale era il polacco.
La Città fu una zona libera, autorizzata a commerciare con Russia, Prussia ed Impero austriaco. L'Università Jagellonica poteva ammettere studenti dai territori spartiti della Polonia che erano stati divisi tra i tre Stati.
Durante la rivolta di novembre del 1830-1831 Cracovia fu una base per il contrabbando di armi nel territorio controllato dalla Russia del Regno del Congresso. Dopo la fine della rivolta, l'autonomia della Città Libera fu diminuita, con la conseguente occupazione della città da parte dell'esercito austriaco dal 1836 al 1841. La città di Cracovia fu infine annessa all'Austria il 6 novembre 1846 come Granducato di Cracovia.